# Jacqueline Nova Sondag
Jacqueline Nova Sondag (Gant, Bèlgica, 1 de gener de 1935 - Santa Fe de Bogotà, Colòmbia, 13 de juny de 1975) va ser la compositora i intèrpret colombiana més activa i prolífica en el camp de la música electroacústica, i va representar les avantguardes musicals vigents a Colòmbia els anys seixanta i setanta. També va ser escriptora.

## Biografia
Jacqueline Nova va néixer l'any 1935 a Gant, Bèlgica, i va morir jove, l'any 1975, a Santa Fe de Bogotà, Colòmbia, tot i que és a Bucaramanga on va viure la seva infància i adolescència. L'any 1955, la família Nova Sondag es va traslladar a la capital i tres anys després Jacqueline es va inscriure al conservatori de la Universitat Nacional de Bogotà per continuar cursant i ampliant la seva carrera de piano. En aquella època, la direcció del conservatori era a càrrec del compositor Fabio González Zuleta, que ja començava a impregnar els seus experiments musicals de les avantguardes sonores del segle xx. Nova, amb la influència del seu mestre, va obrir les portes del seu enteniment sonor i va començar a concebre la música més enllà de les partitures, acostant-la al so d'una manera més filosòfica i transgressora.
Quan va agafar el camí de la composició musical en comptes del de la interpretació pianística, va tenir un desenvolupament professional complicat, marcat pel pensament conservador del context bogotà de l'època. Ser dona sempre va ser un detall que va frenar la dinàmica i la expansió de l'artista, i sobretot en camps innovadors i desconeguts. A més, Jacqueline tenia un caràcter introspectiu i tímid, la qual cosa dificultava la interacció en general amb tothom.
L'any 1967, Jacqueline Nova va entrar com a becària a l'Instituto Torcuato di Tella de Buenos Aires, on va trobar un nou rumb per explorar els sons que els anteriors no entenien. Allà va poder experimentar sonorament amb una barreja de mitjans electroacústics (la seva marca, el seu leitmotiv), amb instruments tradicionals. Dins el Torcuato di Tella, Nova va trobar un espai que acollia noves formes de fer les coses, que fomentava el debat acadèmic i que empenyia la seva curiositat pels sons que realment l'apassionaven. Durant la seva estada, va fer amistat amb personatges del circuit de l'art i va començar a estendre els seus sons en diversos camps interdisciplinars.
Va guanyar una beca per estudiar a Buenos Aires, al CLAEM (Centro Latinoamericano de Altos Estudios Musicales) els anys 1967 i 1968.

## Moviments i avantguardes

### Moviment nacionalista colombià
Jacqueline Nova va ser una de les compositores i compositors que es van incorporar a aquest moviment nacionalista, tot i que ho van fer sense deixar de produir obres dins el mercat internacional. A més de Nova, podem destacar autors com Antonio María Valencia (Chirimía y Bambuco sotareño), Fabio González Zuleta (Sinfonía del café), Luis Antonio Escobar (Cánticas), Adolfo Mejía (Pequeña suite), Rozo Contreras (Tierra colombiana), Alvaro Ramírez Sierra (El valle de Lili), Alejandro Tobar (Amanecer en Patiasao), i molts d'altres.
El fenomen de la música nacional a Colòmbia va ser força tardà, derivat del que va sorgir a Europa a mitjans del s.XIX. En general, el moviment nacionalista musical es va dedicar a explotar, en una música definida com a culta, els aires i sonoritats tradicionals de cada país, entès com a nació o regió.

### Música experimental: música electroacústica
La música experimental a Colòmbia a finals de la dècada de 1960 i la dècada de 1970 té dos fronts diferenciats. El primer, representat per Gustavo Sorzano, venia directament dels Estats Units i recordava l'art de la performance, els esdeveniments i l'estètica i l'ètica cageiana. El segon, possiblement iniciat per Blas Emilio Atehortúa però més clarament representat per Jacqueline Nova, venia de Buenos Aires, i indirectament, de l'Europa occidental i, en menor grau, dels Estats Units. Està més lligat a l'avantguarda que va sorgir de Darmstadt i, per tant, és més proper a les seves nocions del que haurien de ser la música i el teatre musical contemporanis.
Jacqueline Nova tenia una visió tradicional musical, considerant la peça individual com una obra d'art independents, i el concert una col·lecció de peces. Va diferenciar clarament entre artista i públic i va sentir la necessitat que músics formats (i en alguns casos actors formats) interpretessin el seu treball. En la seva postura artística, la indeterminació podria crear flexibilitat i variabilitat, però sempre dins dels marges d’una composició minuciosament executada. Aquesta descripció també es podria aplicar a l'obra d'Atehortúa i d'altres de la seva generació, atès que el rang de llibertat que ofereix a l'intèrpret és bastant limitat des del punt de vista de la improvisació com a tal.
Després de la seva etapa d'estudis al CLAEM (Centro Latinoamericano de Altos Estudios Musicales) els anys 1967 i 1968, Nova va desenvolupar molt interès en la música electroacústica, tant per les cintes no acompanyades com per mitjans mixtes (combinació d'art visual amb art no visual, com ara sons gravats amb literatura, drama, dansa, imatges amb moviment, etc). Les cintes acompanyades van ser significants no només per la seva estricta producció musical, sinó també per la utilització en la creació d'obres interdisciplinàries a través de col·laboracions amb altres camps artístics, com ara les arts visuals, el teatre i el cinema. Els mitjans mixtes utilitzaven un ampli ventall d'elements gràfics i experimentals en les seves partitures.

## Obra
Nova va tenir tres etapes compositives, marcats per fets personals. La primera etapa englobaria de l'any 1958 al 1967, i correspondria al temps dels seus estudis a la Universitat Nacional de Colombia, on va ser la primera dona graduada en composició. Serà durant aquests anys quan comenci a desenvolupar-se com a compositora, arribant a ser una de les compositores més avançades al seu temps. Amb la seva peça contemporània Doce móviles (1967) va guanyar el premi de Música de Cambra en el "III Festival Latinoamericano de Música en Caracas" (1967), així com el reconeixement del seu mestre Olav Roots.
La segona etapa se situa en el seu any d'estudi en Buenos Aires com a becària del Centro Latinoamericano de Altos Estudios Musicales (CLAEM) del Instituto Torcuato di Tella, que comprendria de l'any 1967 al 1968. Durant aquest any va tenir l'oportunitat de treballar la música electroacústica, tenint accés a laboratoris dotats amb tecnologia punta amb una forta presència del llenguatge d'avantguarda. Prèviament Jacqueline ja havia treballat dins l'àmbit de la composició musical per a teatre, fent per exemple la música per a l'obra La Tragedia de Macbeth. Posteriorment, en companyia de l'artista plàstica Julia Acuña, i amb l'ajuda de la companyia Philips i el departament de física de la Universitat Nacional, va compondre Luz, sonido, movimiento. Aquesta obra va ser una de les primeres performances multidisciplinars, híbrides i interactives realitzades en el Museo de Arte Moderno (NAM).
La tercera i última etapa engloba des de l'any 1969 fins al 1975, l'any de la seva mort. Aquest període va estar caracteritzat pel seu afany de difusió de la música contemporània. Entre 1969 i 1970 va crear el programa Asimetrías en la Radio Nacional, el qual va comptar amb 22 emissions d'anàlisi i divulgació de nous treballs, en el que va incloure la seva propia composició Asimetrías (1967). El 1970 va conformar l'agrupació Nueva Música amb les pianistes Elvia Mendoza i Cecilia Casas, el flautista Luis Becerra, el percussionista Antonio Becerra i el contrabaixista Hernando Segura, interpretant repertori dels compositors vius de la seva generació. Nova també va presentar una conferència-concert que va denominar com La Música Electrónica, i que va presentar en Bogotà i Medellín en 1970.
Cal destacar l'impacte que el CLAEM va tenir en la música de Jacqueline, accentuant la seva inclinació cap al teatre, les arts plàstiques i el cine, i com aquestes van ajudar Nova a trencar amb els paradigmes de la música de Colòmbia entre 1965 i 1975. El CLAEM va apropar la compositora a tècniques estètiques no convencionals i a idees de vanguàrdies europees i nord-americanes. Tot això culminaria en l'experimentació de nous procediments compositius i la incorporació de noves sonoritats i sons dins les seves composicions. Jacqueline va treballar de forma sistemàtica el serialisme i els procediments aleatoris, va ser pionera de la música electroacústica i l'ús de llengües i gravacions de cants indígenes. Omaggio és un exemple d'aquests elements, incorporant l'ús de màquines, objectes sonors, recursos d'enginyeria electrònica, cants ancestrals, diàlegs, creació d'ambients i els jocs amb la disposició espacial quadrofònica dels seus concerts amb la finalitat de produir emocions i la reflexió de l'oient. Així doncs, la visió de la composició es va fer cada vegada més complexa, i en 11 anys va deixar 50 obres, des de Fantasía para piano (1963) fins a la música electrònica per al documental Camilo, el cura guerrillero de Francisco Norden (1974).

### Composicions
Música vocal
1964
- Les méfaits de la lune (text de Paul Verlaine). Veu i piano.
- L'amour est mort (text de Giullaume Apollinaire). Veu i piano.
- L'adieu (text de Giullaume Apollinaure). Veu i piano.
- Cants medievals. Veu.

1966
- A veces un no niega (text de Pedro Salinas). Veu i piano.
- Au claire de la lune. Veu i piano.
- Fue un amor (text de Ricardo Nieto). Veu i piano.
- Cuanto tiempo fuiste dos (text de Pedro Salinas)

1966 - 1967
- Uerjayas. Invocació als dèus (sobre El canto de los nacimientos de Indios Tunebos)
- De las hojas secas del verano (text de José Puben). Veu i piano.

1968
- Los seres quietos impenetrables. Cor mixte de 16 veus a capella.
- Y el movimiento se detiene en el aire... (text de Jacqueline Nova). Quatre grups vocals

1971
- Salmo. Veus.
- Ballet. Veu.

Música per a teatres i instal·lacions
1967
- Música per a l'obra La Tragedia de Macbeth (text de William Shakespeare). Conjunt de cambra.

1969
- Música per a l'obra Julio César (text de William Shakespeare). Per a sons electrònics i veus.
- Música per a la instal·lació llum-so i moviment (argument de Jacqueline Nova). Electracústica.

1974
- Música per als muntatge Las Camas (argument de Feliza Bursztyn). Electroacústica.

Música instrumental
1964
- Suite. Orquestra de corda.

1965
- Ensayo. Orquestra.
- Doce móviles. Conjunt de cambra (dedicada a Helvia Mendoza).[7]

1966
- Metamorfosis III. Poema simfònic (dedicada als seus pares).[7]

1968
- Proyecciones. Orquestra i projector.

1969
- 14-35. Orquestra i veus transformades en laboratori.

Música de cambra
1964
- Danzas medievales, flauta, corn, corn anglés, viola i tambor.
- Preludio cromàtico. Per a oboe, clarinet i fagot.
- Scherzo bitonal en el estil primitiu. Violí i violoncell.
- Pequeña Suite. Quartet de cordes.

1965
- Mesure. Per a violoncell i piano (dedicada a Christine Walewzka).[7]

1967
- Asimetrías. Flauta, 5 timbals i 3 tam-tams (dedicada a Alberto Ginastera).[7]
- Scherzo bitonal. Viola i violoncell.
- Episodios. Per a violí, violoncell i piano.

Per a instrument solista
1963
- Estudio. Piano.
- Fantasía. Piano.

1964 - 1965
- Transiciones. Piano (dedicada a Julia Acuña).[7]

1967
- Signos. violí.
- Perforaciones. Piano.

Música per al cine
1968
- Música per a l'audiovisual Las piedras de Machu-Picchu. Electroacústica.

1969 - 1970
- Experiencia audoivisual.

1974
- Música per a la pel·lícula Camilo: el cura guerrillero (Francisco Norden). Electroacústica.

Composicions electroacústiques
1968
- Oposición-Fusión. Electroacústica (dedicada a Francisco Kröpfl).[7]

1969
- Signo de interrogación. Experiència per a diferents fonts sonores.

1972
- Creación de la tierra. Electroacústica.

Composicions mixtes
1969
- Resonancias I. Piano i sons electrònics.
- Síntesis (argument de Jacqueline Nova), veus, cordes i sons electrònics.

1970
- HK-70. Piano, contrabaix, percussió, sintonitzador de radio, material electrònic i veus (dedicada a Margarita Leyva).[7]
- Sinkronizacion. Veu, piano, percussió i sons electrònics.
- Uerjayas Canto de los nacimientos. Veus i sons electrònics.
- Omaggio a Cactullus (Cactullus) . percussió, piano, armonio, veus parlades i sons electrònics. Text de Catulo.[7]

1972
- Hiroshima . oratori per a orquestra, contratenor, contralt, 16 veus femenines, cor i sons electrònics. Text de Dora Castellanos (dedicada a Jorge Rojas).[7]

Artícles
- El mundo maravilloso de las máquinas. Revista Nova, No 4, Bogotà, 1966.
- Ordenamientos razonados conscientes e inconscientes. Document inèdit, 2 pàgines, Bogotà, 1967.
- Un fenómeno aberrante. El Espectador, Bogotà, 1969.
- Textos per al programa Asimetrías. Radiodifusora nacional de Colòmbia, Bogotà, 1969-1970.
- Text de la conferència-concert La música electrónica. Document inèdit, Bogotà, 1970.

Obra publicada
- Doce móviles. Per a conjunt de cambra. Washington: Pan American Union-Peer International, 1967.
- A veces un no niega. The Art Song in Latin America. Kathleen Wilson. New York: Pendragon Press, pp. 59-65.

## Premis i distincions
- 3r premi en el Concurs Nacional de Composició de l'Institut de Cultura de Colòmbia per la seva obra Pithecanthropus (1971)[8]
- Premi a l'obra per a orquestra de cambra al Festival de Música de Caracas per la seva obra 12 móviles (1966)[9]
- Reconeixement i distinció de l'Institut de Cultura de Colòmbia (1975)[10]